# Susan Pedersen (Schwimmerin)
Susan „Sue“ Jane Pedersen (* 16. Oktober 1953 in Sacramento, Kalifornien) ist eine ehemalige US-amerikanische Schwimmerin, die 1968 zwei olympische Goldmedaillen mit der Staffel gewann.
Sue Pedersen erlernte mit drei Jahren das Schwimmen und stellte später in jeder Altersklasse Rekorde auf. Bei den Panamerikanischen Spielen 1967 belegte Pedersen dreimal den zweiten Platz: über 800 Meter Freistil und auf beiden Lagenstrecken. Am 6. Juli 1968 stellte sie in 2:09,5 Minuten einen Weltrekord auf der 200-Meter-Freistilstrecke auf.
Bei den Olympischen Spielen 1968 in Mexiko-Stadt gewann sie einen Tag nach ihrem 15. Geburtstag Gold als Schlussschwimmerin der 4-mal-100-Meter-Lagenstaffel. Über 100 Meter Freistil gewann sie Silber hinter ihrer Landsfrau Jan Henne. Über 200 Meter Lagen gewann sie erneut Silber, hier siegte ihre Landsfrau Claudia Kolb. Über 400 Meter Lagen wurde sie Vierte mit 0,5 Sekunden Rückstand auf Bronze. Neun Tage nach ihrer ersten Goldmedaille gewann Pedersen mit Weltrekord Gold in der 4-mal-100-Meter-Freistilstaffel. Kurz nach den Olympischen Spielen von Mexiko-Stadt beendete sie ihre Karriere.
Susan Pedersen wurde 1995 in die Ruhmeshalle des internationalen Schwimmsports aufgenommen.